# 14438 MacLean
14438 MacLean è un asteroide della fascia principale. Scoperto nel 1992, presenta un'orbita caratterizzata da un semiasse maggiore pari a 2,9063354 UA e da un'eccentricità di 0,0986320, inclinata di 3,12147° rispetto all'eclittica.